# Cássio de Paula Figueira Freitas
Cássio de Paula Figueira Freitas (Curvelo, 17 de janeiro de 1923 — Curitiba, 05 de agosto de 2010) foi um militar e administrador público  brasileiro.

## Biografia
Cássio de Paula Figueira Freitas foi Coronel do Exército Brasileiro, e funcionário da Eletrobrás. Teve atuação marcante na modernização da infraestrutura energética da Região Metropolitana de Curitiba e na construção da usina hidrelétrica Itaipu Binacional. Nasceu em Curvelo, Minas Gerais, 17 de Janeiro de 1923, filho do Eng. Victor Figueira de Freitas e de Edith de Paula Freitas. Foi Diretor Superintendente da CFLP - Cia. Força e Luz do Paraná (1967-1970). Em 1968, recebeu o título de Cidadão Honrário de Curitiba. Em 1969, recebeu a Medalha do Pacificador, outorgada pelo Ministério do Exército, e os títulos de Cidadão Honorário de São José dos Pinhais e de Mandirituba. Foi Presidente da CFLP - Cia. Força e Luz do Paraná (1970-1972), sediada em Curitiba - PR, Secretário de Estado dos Transportes do Paraná (1973) e Diretor de Distribuição da Copel (1973). Foi Diretor de Coordenação Adjunto da Itaipu Binacional (1974-1985). Faleceu em Curitiba, aos oitenta e sete anos, em 5 de Agosto de 2010.

## Carreira
Cássio de Paula Figueira Freitas nasceu em Curvelo, Minas Gerais, em 17 de Janeiro de 1923, filho do Eng. Victor Figueira de Freitas e de Edith de Paula Freitas. Estudou na Escola D. Bosco (Escola Agrícola), em Cachoeira do Campo – MG, em 1934, em regime de internato; no Colégio Granbery, em Juiz de Fora - MG (1936-1938); na Escola de Viçosa – MG (1939). Estudou na Escola de Engenharia de Belo Horizonte - MG (1941) e na Escola Militar do Realengo – RJ (1942-1944).
Declarado aspirante a oficial da arma de engenharia, em 1944, foi designado para servir em Porto União - SC no 5.º BEM - Batalhão Escola de Engenharia (1945). Em 1945, foi promovido a Segundo Tenente. Serviu na 2.ª/5.ª BEM em Matos Costa – SC. Serviu no Rio de Janeiro no BEM (1946) e Escola de Instrução Especializada (1947). Foi instrutor de engenharia no CPOR de Belo Horizonte (1948). Serviu no 2.º Batalhão Ferroviário em Rio Negro - PR (1948-1951), efetuando a locação e dirigindo a construção de um trecho do atual tronco sul. Em 1951, casou-se com Avany Maria França Araripe. Em 1952, nasceu o filho Ivan, em Belo Horizonte; e em 1954, a filha Inês, no Rio de Janeiro. Em 1954, concluiu em primeiro lugar o Curso de Engenharia da EsAO - Escola de Aperfeiçoamento de Oficiais do Exército Brasileiro, no Rio de Janeiro, permanecendo na mesma escola como
instrutor de engenharia.
Em 1954, foi promovido a Major. Foi adjunto do Gabinete Militar da Presidência da República, no Palácio do Catete, Rio de Janeiro, na gestão do General Juarez Távora, no Governo de Café Filho (1954). Serviu no 1.º Grupamento de Engenharia de Construção, em João Pessoa - RN (1955-1958), encarregado da construção de obras rodo-ferroviárias e contra as secas do Nordeste. Em 1959, nasceu a filha Claudia, no Rio de Janeiro. Em 1961, serviu no Primeiro Batalhão Ferroviário, sediado em Bento Gonçalves - RS. Estudou na ECEME - Escola de Comando e Estado Maior do Exército na Praia Vermelha, no Rio de Janeiro (1961-1964), permanecendo na escola como instrutor de logística. Em 1964, foi promovido a Tenente Coronel. Foi Chefe de Gabinete da Presidência da Eletrobrás (1965-1966).
Em 1965, passou para a reserva do Exército como Coronel. Mudou-se para Curitiba com a família em 1967. Foi Diretor Superintendente da CFLP - Cia. Força e Luz do Paraná (1967-1970). Em 1968, recebeu o título de Cidadão Honrário de Curitiba. Em 1969, recebeu a medalha do Pacificador, outorgada pelo Ministério do Exército, e os títulos de Cidadão Honorário de São José dos Pinhais e de Mandirituba. Foi Presidente da CFLP - Cia. Força e Luz do Paraná (1970-1972), sediada em Curitiba - PR. Cursou em 1970 o Rensselaer Polytechnic Institute, completando o Management Development Program. Recebeu a medalha da Ordem do Mérito Militar em 1972. Em Abril de 1973, quando o Professor Pedro Viriato Parigot de Souza assumiu o Governo do Estado do Paraná, Cássio foi nomeado Secretário de Estado dos Transportes do Paraná. Com a incorporação da CFLP pela Copel - Companhia Paranaense de Energia Elétrica, em Agosto de 1973, foi nomeado Diretor de Distribuição da Copel. Foi Diretor de Coordenação Adjunto da Itaipu Binacional (1974-1985), tendo contribuido para obras complementares à usina, como os conjuntos habitacionais, o escritório central da Itaipu em Foz do Iguaçu, a rodovia que liga a cidade à usina, a implantação de uma cortina vegetal na margem do reservatório e o melhoramento das rodovias na margem brasileira.
Faleceu aos 87 anos, em 5 de Agosto de 2010, em Curitiba - PR.